# Hasegawa Machiko

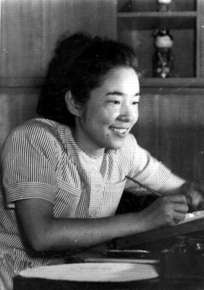
Hasegawa Machiko, 1950

Hasegawa Machiko (japanisch 長谷川 町子; * 30. Januar 1920 in Taku, Präfektur Saga, Japan; † 27. Mai 1992) war eine japanische Manga-Zeichnerin. Mit Sazae-san schuf sie einen der in Japan bekanntesten Comicstrips. Sie war die erste Frau in Japan, die mit Zeichnen von Comics Erfolg hatte.

## Leben und Wirken
Hasegawa Machiko wurde 1934 Schülerin des Yonkoma-Manga-Zeichners Tagawa Suihō. In der folgenden Zeit veröffentlichte sie erste Comicstrips für Kinder – darunter ab 1937 Nakayoshi Techō (仲よし手帖) für die Mädchenzeitschrift Shōjo Club.
Hasegawa begann Sazae-san (サザエさん) im April 1946 für die regionale Zeitung Fukunichi Shimbun. 1949 wechselte die Serie ins wesentlich auflagenstärkere, national verbreitete Asahi Shimbun. Wegen dieses Wechsels zog die Zeichnerin nach Tokio, wo sie von da an arbeitete. Der sehr populäre Yonkoma-Manga über den Alltag einer japanischen Hausfrau und ihrer Familie endete im Februar 1974 nach ungefähr 10.000 Comicstrips, weil Hasegawa sich zur Ruhe setzte. Bereits 1969 war eine Anime-Fernsehserie auf Basis des Comics gestartet, die seitdem mit einem Marktanteil von bis zu 39,4 Prozent als eine der erfolgreichsten Zeichentrickserien im japanischen Fernsehen läuft und über 1800 Episoden (mit je einer Dauer von etwa 25 Minuten) umfasst. Die 68 Bücher, in denen die Strips gesammelt veröffentlicht wurden, verkauften sich in Japan über zwanzig Millionen Mal.
Die weiteren Werke der Zeichnerin konnten nicht an den Erfolg von Sazae-san anknüpfen. Für Sunday Mainichi kreierte sie die Comicstripreihen Epron Obasan (エプロンおばさん, ab 1957) und Ijiwaru Bāsan (いじわるばあさん, ab 1966).
Für Sazae-san wurde sie 1962 mit dem Bungei-Shunjū-Manga-Preis und 1991 mit dem Preis der Vereinigung japanischer Comiczeichner ausgezeichnet. 1985 wurde in Tokio ihr zu Ehren ein Museum errichtet. Nachdem Hasegawa 1992 im Alter von 72 Jahren verstorben war, ehrte man sie, als erste und bislang einzige Comiczeichnerin, mit dem Nationalen Ehrenpreis (国民栄誉賞, kokumin eiyo shō).